# Laurent Évrard
Laurent Évrard (Beauvechain, 22 de septiembre de 1990) es un ciclista belga.

## Palmarés
2018
- Tour de la Wilaya de Orán, más 1 etapa

2019
- Vuelta a Marruecos, más 1 etapa